# اكتشاف إشعاع الأمواج الصغرية للخلفية الكونية
اكتشاف إشعاع الأمواج الصغرية للخلفية الكونية (بالإنجليزية: Discovery of cosmic microwave background radiation)‏ يعتبر إشعاع الأمواج الصغرية للخلفية الكونية دليل العلماء الأول على توسع الكون.وتطور كبير في علم الكون الفيزيائي الحديث. اُكتشف إشعاع الأمواج الصغرية للخلفية الكونية بالصدفة في عام 1964 على الرغم من هذا الإشعاع قد توقع العلماء وجودة في وقت سابق حوالي عام 1950.ويعتبر هذا الاكتشاف دليلا هاما على الكون المبكر الساخن (نظرية الانفجار العظيم) ودليلا ضد نظرية الحالة الثابتة المرفوضة حاليا من قبل الغالبية العظمى من علماء الكون،.

## تاريخ

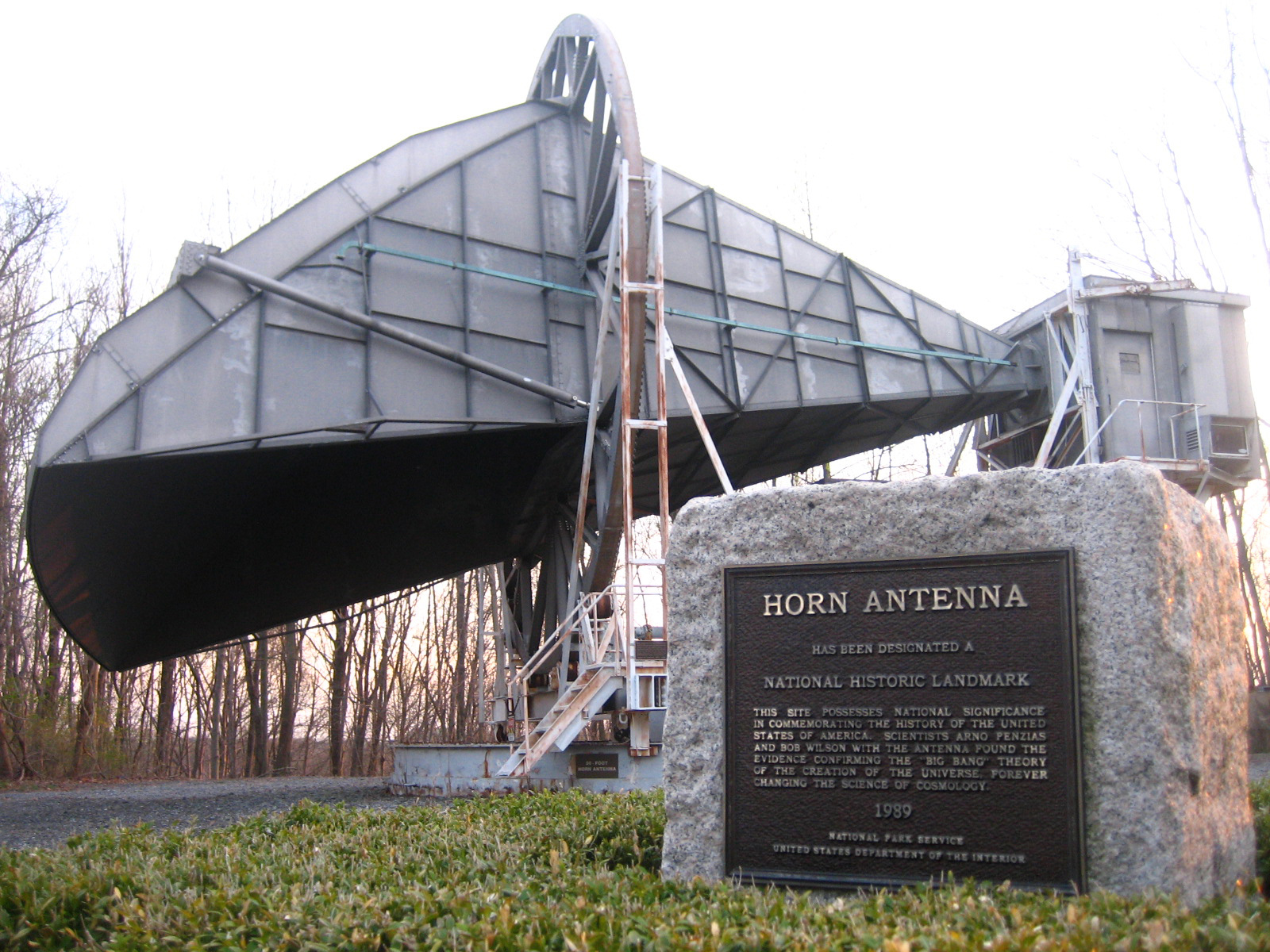
هوائي القرن.

بحلول منتصف القرن العشرين، وضع علماء الكون نظريتين مختلفتين لشرح خلق الكون. أيد البعض نظرية الحالة الثابتة، التي تنص على أن الكون كان دائما قائما وسوف يستمر في البقاء دون تغيير ملحوظ. وآمن آخرون في نظرية الانفجار العظيم، التي تنص على أن الكون تم إنشاؤه في حدث ضخم مثل الانفجار قبل مليارات السنين (في وقت لاحق حدد وقت حدوث الانفجار العظيم قبل 13.72 مليار) (13.720 مليون).وتعتبر نظرية الانفجار العظيم حاليا النموذج الكوني السائد 
اُكتشف إشعاع الأمواج الصغرية للخلفية الكونية من قبل كل من آرنو بينزياس وروبرت ويلسون وهما فيزيائيان أمريكيان عام 1965م وذلك عن طريق الصدفة حيث كانا يختبران هوائي هولمدل أو هوائي القرن الظاهر في الصورة وهو مكشاف بالغ الدقة للموجات الصغرية وهي موجات ذات تردد في حدود عشرة آلاف مليون موجة في الثانية الواحدة ولقد اصابهما القلق بسبب إن مكشافهما كان يلتقط من الضجيج والتشويش أكثر مما ينبغي ولم يظهر أن الضجيج صادر من اتجاه معين ثم اكتشفا إن الطيور وخصوصا الحمام تبني اعشاشها في قلب الهوائي وتترك فضلات في المكشاف فقاما بالبحث عن كل خلل يمكن أن يؤثر على العمل وكانا يعرفان أن أي ضجيج عن جو الأرض يكون أقوى إذا لم يكن المكشاف موجهاً بشكل عمودي إلى أعلى منه إذا كان موجهاً عمودياً مباشرة لأن موجات الضوء تخترق مسافة من جو الأرض عندما تأتي من قرب الأفق أطول منها عندما تأتي عمودياً إلا أن الضجيج كان هو هو لم يتغير أيا كان اتجاه الهوائي وبالتالي لابد أن يكون آتياً من خارج جو الأرض كما أنه ثابت في الليل والنهار وعلى مدار السنة رغم دوران الأرض حول محورها وحول الشمس وتبين من ذلك أن هذا الإشعاع آتي من وراء النظام الشمسي بل ومن وراء المجرة إذ لوكان غير ذلك لتغير بتغير اتجاهات الأرض ومما يدل على أن الكون متشابه ولا يتغير مطلقاً بأكثر من واحد في العشرة آلاف وهكذا فقد وقع بنزياس وولسون عن غير قصد على اثبات الفرضية الأولى لفريدمان وبدقة بالغة
وفي نفس الفترة تقريباً كان هناك فيزيائيان أمريكيان من جامعة برنستون Princeton وهما بوب دايك Bob Dicke وجيم بيبلس Jim Peebles يعنيان أيضاً بالموجات الصغرية ويعملان على اقتراح قدمه جورج غاموف George Gamov تلميذ فريدمان وهذا الأقتراح يرى أن الكون المبكّر لابد وأن يكون حاراً جداً وكثيفاً جداً يشع ضوءاً ساطع البياض الحار فاستنتج دايك وبيبلس أنه يجب أن نتمكن من وؤية سطوع الكون المبكر لأن ضوء الأجزاء البعيدة منه يكون الآن في طريقه إلينا ولكن توسع الكون يقتضي بأن يكون هذا الضوء منحاز نحو طرف اليف الأحمر بحيث يبدو لنا على شكل اشعاع موجات صغرية وكانا يعدان العدة لرصد هذا الإشعاع فعندما سمع بنزياس وولسون بأعمالهما وتحققا من كونهما قد وجداه فعلاً فاعلانا ذلك مما جعلهما يحصلان على جائزة نوبل عام 1978م
المقاييس الأكثر دقّة هذا الإشعاع الخلفي الكوني جاء في نوفمبر/ تشرين الثّاني 1989، من قبل مستكشف الخلفية الكوني (سي أو بي إي) قمر صناعي. المقاييس من هذا القمر الصناعي إختبر تنبؤ مهم من نظرية الضربة الكبرى. يقترح هذا التنبؤ بأنّ الانفجار الأولي بأنّ ولد الكون كان يجب أن يخلق إشعاع بطيف الذي يتلي منحنى الجسم الاسود blackbody. أشارت مقاييس القمر (سي أو بي إي) بأنّ طيف الإشعاع الكوني تفاوت من منحنى blackbody من قبل فقط 1 %. وهذا الخطأ يعتبر تافه
وقد وجد بنزياس وويلسون إن شدة الحقل المليمتري الذي اكتشفاه توافق درجة حرارة تقرب من 3 كالفن وهذه تعطي دليلاً على أن الإشعاع والمادة كانا في عهد من العهود في حالة توازن
يتضمّن الإشعاع الكهرومغناطيسي ضوءا مرئيا، موجات راديو، مايكرويف، يصوّر بالأشعّة، أشعة غاما، وتحت حمراء (حرارة) أشعة. كلّ هذه الأشكال من الإشعاع مميّزة بسفر تذبذبات حقل كهربائي ومغناطيسي مشترك.
| الجدول الزمني لاكتشاف إشعاع الأمواج الصغرية للخلفية الكونية | الجدول الزمني لاكتشاف إشعاع الأمواج الصغرية للخلفية الكونية                                                                                          |
| ----------------------------------------------------------- | --- |
| أشخاص وتواريخ هامة                                          | |
| 1946                                                        | جورج جاموف يقدر درجة الحرارة 50كلفن |
| 1946                                                        | يتوقع روبرت ديك درجة حرارة إشعاع الخلفية في الموجات الصغرية "أقل من 20 كلفن" (المرجع: هيلج كراغ)، لكنه عدلها لاحقا إلى 45 كلفن (المرجع: ستيفن. بروش) |
| 1948                                                        | رالف ألفر وروبرت هيرمان إعادة- تقدير جاموف عند 5 كلفن.                                                                                               |
| 1949                                                        | ألفر وهيرمان إعادة- تقدير تقدير جاموف عند 28ك. |
| 1960s                                                       | روبرت ديك إعادة- تقدير درجة حرارة (إشعاع الأمواج الصغرية للخلفية) 40ك (المرجع: هيلج كراغ)                                                            |
| 1960s                                                       | روبرت ويلسون وآرنو بينزياس - قياس درجة الحرارة لتكون حوالي 3 ك.                                                                                      |

## قائمة المراجع
1. ↑  "Steady State theory". BBC. مؤرشف من الأصل في 2018-07-10. [T]he Steady State theorists' ideas are largely discredited today...
2. ↑  Kragh، Helge (1999). Cosmology and Controversy: The Historical Development of Two Theories of the Universe. Princeton University Press. ISBN:0-691-02623-8. مؤرشف من الأصل في 2019-12-16.
3. ↑  Overbye، Dennis (20 فبراير 2017). "Cosmos Controversy: The Universe Is Expanding, but How Fast?". نيويورك تايمز. مؤرشف من الأصل في 2018-07-12.
4. ↑  J.S. Hey, The Evolution of Radio Astronomy (New York: Neale Watson Academic Publications, Inc., 1973), pp. 98-99.

- Aaronson، Steve (يناير 1979). "The Light of Creation: An Interview with Arno A. Penzias and Robert W. Wilson". Bell Laboratories Record: 12–18.
- Abell، George O. (1982). Exploration of the Universe. 4th ed. Philadelphia: Saunders College Publishing. مؤرشف من الأصل في 2022-03-27.{{استشهاد بكتاب}}:  صيانة الاستشهاد: التاريخ والسنة (link)
- Asimov، Isaac (1982). Asimov's Biographical Encyclopedia of Science and Technology. 2nd ed. New York: Doubleday & Company, Inc.
- Bernstein، Jeremy (1984). Three Degrees Above Zero: Bell Labs in the Information Age. New York: Charles Scribner's Sons. ISBN:0-684-18170-3. مؤرشف من الأصل في 2022-03-27.
- Brush، Stephen G. (أغسطس 1992). "How Cosmology Became a Science". Scientific American. ج. 267 ع. 2: 62–70. Bibcode:1992SciAm.267b..62B. DOI:10.1038/scientificamerican0892-62.
- Chown، Marcus (29 سبتمبر 1988). "A cosmic relic in three degrees". نيو ساينتست: 51–55.
- Crawford، A.B.؛ Hogg، D. C.؛ Hunt، L. E. (يوليو 1961). "Project Echo: A Horn-Reflector Antenna for Space Communication". The Bell System Technical Journal: 1095–1099.
- Dicke، R. H.؛ Peebles، P. J. E.؛ Roll، P. J.؛ Wilkinson، D. T. (يوليو 1965). "Cosmic Black-Body Radiation". Astrophysical Journal Letters. ج. 142: 414–419. Bibcode:1965ApJ...142..414D. DOI:10.1086/148306.
- Disney، Michael (1984). The Hidden Universe. New York: Macmillan Publishing Company. ISBN:0-02-531670-2. مؤرشف من الأصل في 2022-03-27.{{استشهاد بكتاب}}:  صيانة الاستشهاد: التاريخ والسنة (link)
- Ferris، Timothy (1978). The Red Limit: The Search for the Edge of the Universe. 2nd ed. New York: Quill Press.
- Friedman، Herbert (1975). The Amazing Universe. Washington, DC: National Geographic Society. ISBN:0-87044-179-5. مؤرشف من الأصل في 2022-03-27.
- Hey، J.S. (1973). The Evolution of Radio Astronomy. New York: Neale Watson Academic Publications, Inc. ISBN:0-88202-027-7.
- Jastrow، Robert (1978). God and the Astronomers. New York: W. W. Norton & Company, Inc. ISBN:0-393-01187-9. مؤرشف من الأصل في 2022-03-27.
- Kirby-Smith، H.T. (1976). U.S. Observatories: A Directory and Travel Guide. New York: Van Nostrand Reinhold Company. ISBN:0-442-24451-7. مؤرشف من الأصل في 2022-03-27.{{استشهاد بكتاب}}:  صيانة الاستشهاد: التاريخ والسنة (link)
- Learner، Richard (1981). Astronomy Through the Telescope. New York: Van Nostrand Reinhold Company. ISBN:0-442-25839-9. مؤرشف من الأصل في 2022-03-27.
- Penzias، A.A.؛ R. W. Wilson (يوليو 1965). "A Measurement Of Excess Antenna Temperature At 4080 Mc/s". Astrophysical Journal Letters. ج. 142: 419–421. Bibcode:1965ApJ...142..419P. DOI:10.1086/148307.
- Penzias، A.A.؛ R. W. Wilson (أكتوبر 1965). "A Measurement of the Flux Density of CAS A At 4080 Mc/s". Astrophysical Journal Letters. ج. 142: 1149–1154. Bibcode:1965ApJ...142.1149P. DOI:10.1086/148384.

## وصلة خارجية
- "Astronomy and Astrophysics Horn Antenna.